# Hardtwaldstadion
El Hardtwaldstadion se ubica en Sandhausen, en el estado federado de Baden-Württemberg, Alemania. Su equipo titular es el SV Sandhausen, club que actualmente juega en la 2. Bundesliga.

## Historia
El estadio fue inaugurado en 1951 y fue originalmente equipado con un lanzamiento de arcilla. Un campo de césped se instaló en 1961. La estructura sufrió expansión en 1987/88, cuando se añadió una tribuna principal toda plazas con techo. Otras obras de renovación se llevaron a cabo en 2001 con la adición de los reflectores y en 2008 con varias modificaciones para cumplir con las normas para la 3. Liga. Estos incluyeron la adición de un soporte temporal con una capacidad de 2500, la instalación de un marcador de vídeo, la expansión de la prensa y de la policía las instalaciones y la construcción de una casa VIP. Después, Hardtwaldstadion podía contener 10.231 espectadores.
Debido a la promoción del equipo de segunda Liga, el estadio recibió algunas mejoras durante el año 2012 las vacaciones de verano. Entre estos se encontraban subsuelo calentar, una plataforma para cámaras de televisión, así como dos nuevos puestos, lo que elevó la capacidad para unos 12.100 espectadores. Si el equipo logra establecerse en segunda Liga, otros dos puestos se deben añadir, respaldando el área occidental y la zona sur, para ampliar la capacidad a cerca de 15.000

## Sucesos importantes
Agotado por primera vez después de la ampliación, el estadio fue el segundo partido de liga contra el 1. FC Kaiserslautern en Comunicado de prensa de la asociación publicó en su sitio web el 2013Al mismo tiempo, el registro oficial previo de 11.300 espectadores desde el partido de Copa contra el Borussia Dortmund de la Copa de Alemania 2011/12 establecen. Después de especificar un miembro del consejo de la Asociación, pero son casi 13.000 más espectadores del partido de Copa contra el VfB Eppingen de la Copa de Alemania 1974/75. En aquel entonces, estaban sentados en los árboles.
En Hardtwaldstadion se celebraron varios internacionales equipos nacionales de la juventud alemana, incluso contra los Países Bajos y en contra de Francia Sub-19 Última alcanzaron el 8 de agosto de 2010 a la alcance de la clasificación para la Campeonato Europeo de la UEFA Sub-19 2011 a 10 : 0 victoria sobre Andorra. Durante la Copa Mundial de Fútbol de 2006 fue el estadio de la vecina Walldorf acomodado Selección de fútbol de Costa Rica como campo de entrenamiento. Una organizado en este contexto, un amistoso contra un equipo de fútbol local desde el Palatinado Electoral fue el último con 3 : 2 para decidir por sí mismos.
Recibido en la historia del fútbol al estadio el 27 de agosto de 1995. Ese domingo es el SV Sandhausen derrotó al club de la Bundesliga VfB Stuttgart en la primera ronda de la Copa de Alemania en los penaltis 13-12. Este es el resultado más anotador en la historia de la competición.